# Teknik-SM
Teknik-SM var en tävling i vilken runt 500 studenter, företrädesvis från tekniska och naturvetenskapliga utbildningar, deltog varje år. Tävlingen syftade till att testa de tävlandes teknikkunskaper, samarbetsförmåga, presentationsteknik, stresstålighet och ingenjörskonst; färdigheter som en ingenjör får möta i sin yrkesroll. Studenterna tävlade i lag om tre i tre omgångar. Först tävlade alla deltagande lag mot varandra i en kvaltävling via internet. De bäst placerade lagen i kvalet (oftast 8 lag) åkte sedan till semifinalen från vilken 3 lag gick vidare till finalen. Förstapris i tävlingen var, förutom buckla och ära, en studieresa tillsammans med Sveriges Ingenjörer och Ingenjörer utan gränser.
Tävlingen startades år 2000 av Saab AB som fortsatte att arrangera tävlingen tills Sveriges Ingenjörer tog över 2008. Sedan 2013 har tävlingen arrangerats tillsammans med Ingenjörer utan gränser. Tävlingen har inte arrangerats sedan 2015.
2005 tilldelades Teknik-SM Kunskapspriset.

## Tävlingsupplägg
Tävlingen är uppdelad i tre omgångar med successivt färre deltagare.

### Kvaltävling
Kvaltävlingen brukar genomföras i oktober. Den arrangeras centralt av Sveriges Ingenjörer och lokalt av studentkårerna på de deltagande högskolorna. Under kvalet sitter lagen i datorsalar på sina högskolor och har lagen 3 timmar på sig att i ett webbgränssnitt samla poäng genom att lösa olika problem. De flesta av de ca 30 problemen är flervalsfrågor. De är uppdelade i 7 kategorier med olika format.
- Utslagsfråga: en fråga med numeriskt svar som lagen måste svara på för att gå vidare. Denna fråga ger inga poäng, men används som särskiljning om två lag skulle få samma poäng.
- Framtidsteknik: flervalsfrågor på olika sätt relaterade till teknik under utveckling. Lagen ska oftast förstå sig på ett system för att besvara hur det beter sig om något förändras, eller beräkna någonting.
- Bildfrågor: teknikrelaterade bilder som först är dolda, men byggs på under tävlingens gång. Ju tidigare lagen lyckas identifiera vad som avbildas desto fler poäng får de.
- Finn fem fel: en lista med ca 25 teknikrelaterade notiser från svenska och utländska tidningar i vilken 5 fel har lagts in. Lagen får poäng för varje fel de identifierar.
- Uppskattningar: frågor på vilka lagen ska hitta ett ungefärligt svar genom gissningar och beräkningar. Alternativen skiljer sig oftast minst en storleksordning.
- Diagram: lagen får för varje fråga se ett diagram med graderade axlar. Varje alternativ ger en möjlig förklaring av vad diagrammet beskriver och vad axlarna avser, och lagen ska hitta rätt alternativ.
- Vardagsteknik: flervalsfrågor liknande framtidsteknik-kategorin, men på olika sätt relaterad till etablerad teknik som man stöter på i vardagslivet.

### Semifinal
I semifinalen deltar de 8 bäst placerade lagen från kvalet, dock max ett lag per lärosäte. Dessa träffas för att under en dag lösa ett flertal problem som är betydligt större än i kvalet. Bland uppgifterna finns både praktiska problem som kräver att lagen gör olika mätningar eller bygger konstruktioner med olika ändamål, och teoretiska problem där lagen ska sätta sig in i olika system för att göra beräkningar eller besvara frågor. Lagens förmåga att samarbeta, kommunicera med varandra, skriva rapporter och framföra muntliga presentationer testas också.
Lagen som kvalificerar sig till semifinal ges ett case att förbereda mellan kvaltävliingen och semifinalen. Uppgiften är ett autentiskt case, där den vinnande lösningen kan komma att implementeras i samband med den studieresa vinnarlaget - de nyblivna svenska mästarna i framtida teknik - får som förstapris.

### Final
De 3 bästa lagen från semifinalen går vidare till finalen som är upplagd som semifinalen, med såväl praktiska som teoretiska övningar.

### Prisutdelning
De senaste åren har prisutdelningen skett i samband med den av Sveriges Ingenjörer arrangerade Polhemsfesten, där bland annat Polhemspriset också delas ut.

## Vinnare
- 2015 Kungliga tekniska högskolan (Dennis Alp, Daniel Sjöholm och Emil Wärnberg)[3]
- 2014 Kungliga tekniska högskolan (Mårten Wiman, Anton Grensjö och Daniel Kempe)
- 2013 Lunds tekniska högskola (Sebastian Svensson, Jonatan Adolfsson och Björn Linse)[4]
- 2012 Chalmers tekniska högskola (Hans Lämås, Johan Nohlert och Henrik Fridén)[5]
- 2011 Luleå tekniska universitet (Harald Hernnäs, Fredrik Häggström och Andreas Nordin)[6]
- 2010 Lunds tekniska högskola (Adam Wiman, Olof Troeng och Per Sidén)[7]
- 2009 Lunds tekniska högskola (Andreas Jönsson, Josef Ekman och Nils Bengtsson)[8]
- 2008 Delad seger mellan Chalmers tekniska högskola (Joachim Lublin, Erik Edlund och Anton Frisk Kockum) och Uppsala universitet (Jesper Jacobsson, Simon Franson och Matti Hellström)[9]
- 2007 Kungliga tekniska högskolan (Alexander Rufelt, Daniel Rufelt, Håkan Terelius och Ulf Lundström)[10]
- 2006 Chalmers tekniska högskola (Johan Edblad, Petter Westbergh och Nils Eriksson)[11]
- 2005 Kungliga tekniska högskolan (Fredrik Carlborg, Jonas Gustafsson och Mikael Sterner)[12]
- 2004 Lunds tekniska högskola (Toivo Perby Henningsson, Gustav Lindström och Fredrik Andersson)[13]
- 2003 Lunds tekniska högskola (Johan Lindström, Gustav Lindström, Toivo Henningsson Perby)[14][15]
- 2002 Chalmers tekniska högskola (Anders Frick, Hugo Carlén och Johan Peitz)[16][17]
- 2001 Chalmers tekniska högskola (Pär Arvidsson, Johanna Wright och Johan Stäring)[18]
- 2000 Kungliga tekniska högskolan (Robert Johansson, Johannes Hjorth och Gunnar Elvers)[19]